# Бајсвил (Охајо)
Бајсвил (енгл. Byesville) град је у америчкој савезној држави Охајо.

## Демографија
По попису из 2010. године број становника је 2.438, што је 136 (-5,3%) становника мање него 2000. године.
| Група             | 2000.         | 2010.         |
| Белци             | 2.510 (97,5%) | 2.391 (98,1%) |
| Афроамериканци    | 5 (0,2%)      | 2 (0,1%)      |
| Азијати           | 6 (0,2%)      | 5 (0,2%)      |
| Хиспаноамериканци | 17 (0,7%)     | 5 (0,2%)      |
| Укупно            | 2.574         | 2.438         |